# 画像認証
画像認証（がぞうにんしょう）とは、文字パスワードと同じく記憶認証の一種で、利用者が画像を認識することによって本人認証を行う方法の総称である。

## 背景
これまで認証情報の中心は文字や数字が使われてきた背景には、扱う情報量の大きさなどの技術的な制約があったが、現在ではタッチパネル方式のPDAやスマートフォンの登場をはじめカメラ付き携帯電話による画像蓄積等により、多くの人が簡単に画像情報を電子的に扱えるようになり、画像素材そのものの流通量が以前と比べて格段に増加したこと、および画像のような大容量のデータを時間とコストを気にせずに使える環境が実現したことから画像認証が現実的な認証手段として登場した。

## 特徴と原理
一般的に、人間の脳は画像や音声等のパターン情報処理の方が、単純計算や記号等のシンボル処理よりも得意であると言われている。画像活用型本人認証は人間の画像記憶能力を活用して、文字列パスワードに使われるような無意味な文字列の代わりに画像を使用することにより、より安全な本人認証を目指す。
「覚えやすいものは破られやすく、破られ難いものは覚え難い」という文字パスワードの特性は、人間の記憶の特性からきている。認知心理学の知見では、意味のある画像は文字列に比べて記憶の優位性があり（画像優位性効果）、提示された画像群から記憶すべき画像を選ぶこと（記憶対象の再認）は、記憶している文字列を思い出すこと（記憶の再生）に比べて容易であり、しかも高齢者では再生よりも再認の方が、若年者と比較した場合の記憶成績の低下が小さいことが知られている。パスワードに画像を使うことは人間の記憶の特性にあった方法である。
対象となる画像には、ユーザにとって「具体的な意味のある画像」と「特に意味をなさない無意味画像」がある。「具体的な意味のある画像」の例としては、自分の経験した記憶につながる想い出の人物・風景の写真や自分の知っている知識と結び付けられるもの（既知の動物、植物、食物などの写真など）がある。これに対して「特に意味をなさない無意味画像」とは、抽象画、デザイン画、特定物のない風景等やユーザの知識とは結びつかないものの画像をいう。文字列に比べて記憶における優位性が発揮されるという「画像優位性効果」が認められるのは「具体的な意味のある画像」を選択する場合に限られる。

## 画像認証の種類
日本情報経済社会推進協会「画像活用型本人認証システム・製品 ユーザ向け説明ガイド」では、画像認証は以下の種類に分けられている。
- 登録画像の再認によるもの
  - ニーモニックガード
  - ｄéｊà ｖｕ
  - Pass Faces
  - GATESCENE
  - あわせ絵
- 画像内の特定位置を秘密情報とするもの
  - Passlogix
  - visKey
  - PassPoints
- 画像を手掛かりとして文字記憶を再生或いは再認するもの
  - 人物名前認証
  - なぞなぞ認証

## 数学的強度
画像認証と文字パスワードを数学的強度という観点から比較すると、画像認証における画像群ないし特異点の総数と文字列パスワードにおける選択対象文字記号数が同数であって登録する正解数も同じ場合は数学的強度は変わらない。ただし、選択方法が組み合わせの場合は順列の場合よりも可用性は高まるが数学的強度は低くなる。

## 可用性
提示された画像の中から新たに登録画像を選択する（新たな記憶を形成する）方式に比べて利用者が既に保持している画像を登録（新たな記憶形成は不要）する方式は緊張状態や興奮状態であっても、また長期間の不使用期間の後であっても高いレベルの可用性が保持されている蓋然性が高いといわれている。

## 問題点

### 覗き見
覗き見（ショルダーハッキング）に対しては文字パスワードのタイプ入力に比べて画像選択型は脆弱であるとの見解もあるが、文字であれ画像であれ利用者が無防備であれば共に覗き見され得るし、注意して画面や指の動きを遮蔽すれば肉眼によるものであれビデオ盗撮であれ共に覗き見を防げる。画像だから文字より脆弱ということはない。

### 推測攻撃
ある特定の利用者の好悪・人脈・趣味などの情報を入手しての推測攻撃に対しては以下のようなガイドラインの提示で対抗することが考えられる。
- 日頃から好きだと公言している人物やブランド品ばかりで正解データを作らないこと。
- いつも自宅外で持ち歩いているものを正解データにしないこと。
- 家族から情報を守るのが主目的の場合は家族や親族の画像ばかりを正解データに使ってはならない。
- 雛型の上に追加したものを全て正解画像として登録することは避ける。
- 正解データは全て古い写真ばかりで、囮は全て新しい写真ばかりといった使い方は避ける。
- 位置・パターンを記憶の場合、四隅・直線・斜線・単純なアルファベットやカナを使うのは避ける。